# 名探偵に薔薇を
『名探偵に薔薇を』（めいたんていにばらを）は、城平京による推理小説。第八回鮎川哲也賞最終候補作であり、同作者の長編ミステリデビュー作（ただし、これより先に光文社文庫の公募アンソロジー『本格推理』第10巻に「飢えた天使」と言う短編が掲載されている）である。

## 概要
「第一部 メルヘン小人地獄」と「第二部 毒杯パズル」の二部構成になっており、「小人地獄」という架空の毒薬を巡って起きた事件が描かれている。
同作品の第二部となる「毒杯パズル」は、城平が初めて書いたミステリであり、大学の文芸部誌に掲載されるに留まった。1年後、「毒杯パズル」の改稿を思い立ち、それに当たり名探偵の業績や謎の毒薬である「小人地獄」の来歴を盛り込んだ同作品の第一部となる「メルヘン小人地獄」を追加し、1997年3月に二部構成の長編小説として完成された。
賞の選考の際、ラストの展開に前例があったことに難色を示した審査員もいたが、城平は第二部の原型を完成させた時には既にそれを知っており、その上で前例を知る者でも真相に辿り着きづらいよう工夫されている。

## あらすじ
始まりは各種メディアに送付された『メルヘン小人地獄』という童話であった。そこには、毒薬を作った博士と毒薬の材料にされた小人達の因果の物語であり、猟奇的とも言え、それが書かれ送付された意図は不明であった。
やがて、童話をなぞるように第一の事件が発生し、世間の注目を集めることとなる。やがて第二の犠牲も出たものの、容疑者にはアリバイがあり逮捕が困難。そこに名探偵が現れ、鮮やかに事件を解決する。
だが、それが原因で後に再び事件が起きることとなる。

## 登場人物
瀬川みゆき
本作における「名探偵」。第一部では大学生として登場しているが、第二部では各地を放浪し、方々で厄介事を解決することで生活をしている様子。
長い黒髪を無造作にリボンで束ねており、飾り気のない顔と服装だが背が高く端整である。感情の起伏が乏しくとっつきにくい印象を与えがちだが、わざとそう振舞っている部分もあるようである。実戦用の甲冑のような美しさだとある助教授に評されたことがある。
三橋荘一郎の視点で書かれている第一部では第二の被害者である国見敏夫が殺され、鶴田文治が自分の犯行であることをほのめかしつつ藤田克人に脅しをかけた後に三橋から事件解決を依頼されており、それまで全く登場していなかったことから出番が多いとは言えなかった。しかし第二部は彼女の視点で描かれている。
三橋と出会った高校時代には、1年の夏頃から校内でも有名になっていたらしく、様々な事件の解決を依頼されていたようだ。
藤田鈴花に特別な思い入れがあるようで、彼女を助けようと無茶をした一方苦手に思っている。
唯一親しいと言える人物は三橋で、彼が自分のような人間と親交を持っていることを不審がっていたものの、彼を信頼してもいる。
第一部では紅茶に過量の砂糖と充分なミルクを入れていたが、第二部ではストレートティを飲んでいる。
三橋荘一郎
瀬川の友人であり、歳は彼女の一つ上。第一部では鈴花の家庭教師の大学院生として登場しているが、第二部では克人の経営する出版社の社員になっている。
身長は180センチメートル以上あり、瀬川曰く童顔だが美形の部類に入る。温厚で面倒見がいい反面一度決めたことは曲げず、行動力があるために大学の教授達も彼の意見を気にしており、彼についていけば間違いないと大学でも院でも言われていた事もあり先輩後輩問わず頼られる事が多い。責任感があり頭もいいが本人は自覚がなく、自らに関する周囲の評価を無責任な噂だと呆れていた。
藤田恵子が殺害された後は藤田家にかかってくる電話全てに応対したりマスコミを追い返したりと、片桐房枝と共に藤田家を機能させていた。
高校時代に起きた事件をきっかけに瀬川に名探偵であることを望むのをやめ、小人地獄事件の際にも最後まで瀬川に頼ろうとしなかった。瀬川と親しくする際に彼女の私的なことを詮索しないことを自らに課し、彼女が自分と同じ大学の同じ学部に入学した理由も尋ねなかった。
第一部では鈴花とは兄妹のような仲だが、第二部では彼女を想い人だと言っている。
下宿生活が長かったため家事が得意で、一年以上毎日練習していたというオムレツは蕩けるような食感。おせち料理も作れ、正月に帰省する度に作らされていたが研究室での評判は芳しくなかったらしい。
藤田克人
学習関係で大きなシェアを誇るリース出版の社長。会社が規模の割に知名度が低く、また本人の性格もあるのかあまり会社の社長らしからぬ人物。人をもてなす際に一つ所で命令をするのではなく自ら動いてしまうタイプで、娘の家庭教師でしかない三橋の誕生日も覚えており、彼に年代物のワインをバースデープレゼントとして贈ったことがある。家を建てる際に幾人の建築家と相談し、自身も勉強して設計しており、家が大きい割に敷地が格段に広い訳じゃないという感想を三橋に述べられた時は恵子に止められるまで設計の苦労を語った。
気が弱く、三橋に対しても遠慮しているところがあり、小人地獄事件が解決された際には三橋と瀬川の両名に謝礼を断られ困惑していた。しかし妻を殺したかもしれない鶴田に対しては怒気を隠そうともしなかった。恵子が死んでから私的なことを話せる人間がいなかったことに気付いたと三橋に零し、恵子が残した手紙を彼に見せたりするなど、三橋を信頼しているようである。
藤田恵子
克人の妻。小人地獄事件の最初の被害者。生前はリース出版で編集の仕事をしていた。
43と言う歳の割に若々しいが、歳相応の落ち着きも併せ持っている。自分のできることとできないことを知り、できることには手を抜かずできないことを隠さない女性。人を見る目があり、三橋を鈴花の家庭教師にと紹介された時から気に入り、信頼していた。三橋に対して褒めているのかいないのかよく分からない評価を下していたが、房枝曰く最大級の褒め言葉らしい。
過去を語りたがらない性質だったが、実は「小人地獄」を製造していた武林善造の娘であり、父から送られた「小人地獄」を用い母を殺した過去を持つ。その過去から、「小人地獄」の因果で自分が殺されることを歓迎すらしていた。
藤田鈴花
克人と恵子の娘。黒髪の可憐な少女。小学校1年の時同じクラスの男子が自分をいじめた（とはいえ少しからかう程度の他愛のない行為で、鈴花への好意によるものだった）後に突然積極的に好かれようとする行動をとるようになったことに怯え、異性を恐れていた。病弱で学校を休みがちだったため親しい友人もなかなかできず、異性を恐れる傾向が和らがないことを懸念した恵子により三橋を家庭教師につけられた。当初は三橋にも怯えていたが、逆に鈴花にやましい気持ちを抱いていると疑われかねないと鈴花との接し方に極限まで気を使っていた三橋と打ち解け、兄妹のような仲になった。
冷たい印象を与える瀬川にも臆することなく話しかけ、彼女を作中の人物で唯一「みゆきさん」と下の名で呼んだ。
藤田恭子
克人の後妻。全国規模で展開している菱杉塾の講師を務めている。塾がリース出版とは何かと関係があり、克人ともその縁で知り合った。克人とは歳が離れているが、純粋な恋愛があったようだ。
よく気がつき、末席で黙したまま食事をしていた瀬川にまで気を配り、食事の支度をできる限り手伝ったり後片付けを一人で行ったりしている。鈴花とも打ち解けようとしており、気遣っている。結婚から半年程しか経っていないにもかかわらず、恵子と親しかった房枝にも克人の妻として認められている。
片桐房枝
藤田家の家政婦。鈴花が生まれた頃から通っている五十過ぎの女性。小太りで普段はよく笑う気のいい人だが、恵子が行方不明になったことを三橋に知らせた際には声が震えていた。
恵子が殺された時は年の功で葬儀社の至らない部分を補ったりした。事件に巻き込まれても気丈に藤田家の人間を支える三橋を見て、彼のような息子が欲しかったと言い褒めている。
瀬川が恭子を疑う発言をした時には慌てて恭子を弁護した。
鶴田文治
かつては名の知れたブローカーであり、情報を収集し交渉を有利に運ぶ能力に長けていた。恐喝を行っても恐喝には屈さず、仲間の遺体を前にしても薄笑いで片付け、恐怖のない男と名高かった。しかしここ10年は大きな仕事に関わっておらず、数か月前に仕事を立て続けに失敗したため業界から干されている。
33年前武林の元で、毎日「小人地獄」の製造を手伝わされ、またその毒薬を飲まされ人体実験に利用されていた。その影響で内臓はぼろぼろで視力も低下し、身体のところどころの感覚が麻痺している。
国見敏夫
建設会社の部長を務めていたが、会社が倒産し56歳にして無職になっていた。その少し前に妻子に逃げられており、頼れる友人や親戚もいなかった。小人地獄事件の二番目の被害者。
かつて鶴田同様、武林の下で「小人地獄」の製造を手伝わされていた。鶴田に「小人地獄」を飲ませる役もしていた。
山中冬美
三橋の後輩。学部生ながら大学院の研究室にも出入りし、教授や院生にかわいがられている。瞳が大きく小柄で、明るく気立てがいい。三橋を慕っている。三橋が就職した後は三橋の後を継いで鈴花の家庭教師を務め、その快活さで鈴花にいい影響を与えていた。
味覚障害による無味覚症だが周囲には気遣わせるといけないと思い隠していた。しかし結果として、致死量の100倍以上の「小人地獄」が溶け猛烈な苦味を発していた紅茶をそうと知らず飲み、絶命してしまうこととなる。
高校時代の恋人と別れた後、しばらく嫌がらせをしたことがあった。また、見栄っ張りな一面もあったらしい。
山中洋子
冬美の妹。特別なところはない普通の高校生。冬美との仲は悪くなかった。
田畑
小人地獄事件を担当する刑事。歳は40前後だが判別はつきにくい。名より実を取るタイプで、突如登場した瀬川の手にもあっさり乗り、状況を楽しんでいる節さえある。